# Leitungskataster
Unter einem Leitungskataster versteht man ein Planwerk, in dem Ver- und Entsorgungsleitungen verzeichnet sind.
Dies können Rohrleitungen (Trinkwasser, Abwasser, Fernwärme, Gas etc.) oder Kabel (elektrischer Strom, Telefon, Internet, Kabelfernsehen etc.) sein.
In diesem Planwerk werden die Leitungen entsprechend den einschlägigen Normen mit Lage und Informationen zu Art und Beschaffenheit eingetragen.
Heute wird ein Leitungskataster in der Regel digital geführt. Das heißt, dass die Daten in einem Geoinformationssystem verwaltet werden. Solche Systeme nennt man in der Regel Netzinformationssysteme (NIS). Pläne auf Papier werden nur bei Bedarf erstellt, etwa für den Außendienst.